# Polis Evo 2
Polis Evo 2 là một bộ phim hành động cảnh sát năm 2018 của Malaysia do Joel Soh và Andre Chiew đạo diễn. Nó dự kiến sẽ được phát hành vào ngày 22 tháng 11 năm 2018 và là phần tiếp theo của bộ phim năm 2015 cùng tên.

## Diễn viên
- Shaheizy Sam trong vai thanh tra Khai
- Zizan Razak trong vai thanh tra Sani[4]
- Raline Shah trong vai Rian (Cảnh sát quốc gia Indonesia)
- Hasnul Rahmat trong vai Hafsyam aka Saif
- Mike Lucock trong vai Najr
- Erra Fazira trong vai SAC Dato' Azizat
- Syafie Naswip trong vai trung sĩ Mat Dan (Narcotics CID)
- Riz Amin trong vai trung sĩ Amin (Narcotics CID)
- Jeff Catz trong vai Syam (UKAP)
- Hairul Azreen trong vai Zul (UKAP)  [5]